# Wilhelm III z Montferratu
Wilhelm III (ur. ok. 970, zm. 1042) - margrabia Montferratu i hrabia Valdo od 991.
Był najstarszym synem i następcą Ottona I z Montferratu. W 1014 wraz ze swoim bratem Riprando uczynił nadania na rzecz opactwa w Fruttuaria.